# Бруз Семен Григорович
Бруз Семен Григорович (7 (20) липня 1905 — 2 червня 1942) — секретар запасного підпільного міського комітету КП(б)У під час окупації гітлерівцями Києва. Батько історика та дипломата Бруза Володимира Семеновича.

## Біографія
Народився 7 (20) липня 1905 року в Херсоні в робітничій сім'ї.
Член РКП(б), згодом (з 1924 року) ВКП(б). З 1926 року — секретар Цюрупинського райкому ЛКСМУ (Херсонського округу). Пізніше — в Червоній армії. Після демобілізації — на журналістській і партійній роботі на Харківщині та Київщині, перед Другою світовою війною — секретар Білоцерківського міського комітету КП(б)У.
В окупованому Києві організував підпільну друкарню по вулиці Велика Шиянівська Московського району (тут жив і працював), де друкували антифашистські листівки. Загинув під час арешту в перестрілці з гітлерівцями в Києві.
Нагороджений орденом Леніна (посмертно).